# Динар (заповедник)
Заповедник Динар (перс. منطقه حفاظت شده دنا‎) — горный хребет Динар (Кухе-Динар, перс. دنا‎; 4525 м) расположен в горной цепи Загрос и имеет водораздел протяжённостью примерно 90 километров, проходя между тремя провинциями Кохгилуйе и Бойерахмед, Исфахан и Фарс. Заповедник Динар в 2010 году был зарегистрирован ЮНЕСКО в качестве десятого биосферного резервата в Иране и 550 биосферного резервата в мире.

## Ландшафт и природные условия
Горный хребет Дена включает 49 вершин высотой свыше 4000 метров и считается самым большим комплексом в Иране по общему количеству вершин свыше 4000 метров.
Вопреки распространённым мнениям, Дена не является лишь одной вершиной, но представляет собой горный хребет, протянувшийся с северо-запада на юго-восток. Восточная граница заповедной зоны Дена начинается с севера города Сисахт центра шахрестана Дена.
Заповедная зона Дена в качестве биосферного заповедника располагается на юго западе страны на площади в 93 821 гектар. На территории заповедника имеется много небольших источников и ущелий. Многие из этих источников, соединяясь, образуют реки Башар и Херсан.
Этот район полностью горный. Перепад высоты наивысшей и низшей точки в районе превышает 3000 метров. Низшая точка заповедной зоны находится на высоте 1300 метров над уровнем моря.
Заповедник очень богат и ценен с точки зрения разнообразия растительности. На высоте 2500 метров район заповедника Дена покрыт дубовым лесом. Среди дубов есть также различные виды деревьев: Клён трёхлопастный, миндаль, боярышник и другие. На высоте 3500 метров и выше поверхность покрыта травами и кустарниками.
Дена находится во влажной и холодной и полувлажной зоне. Минимальная температура составляет −18 градусов и максимальная температура 39 градусов.
В районе Дена можно увидеть следы естественной эрозии почвы в результате таких факторов, как холод, замерзания и таяния снега и в целом из-за гористой местности.
Важнейшим фактором размывание горных пород в Дена является сильный ток воды, создающий условия для различных типов размытия поверхности.

## Население
В этом районе проживают небольшие племена со своими особенностями, как например охота.

## Факторы, угрожающие заповеднику
Среди разнообразных факторов угрожающих биологическому разнообразию заповедника и национального парка Дена выделяют наличие культуры охоты и рыболовства среди народа этого района, рост деревенского и городского населения, разрушение пастбищ, вырубка леса, превращение лесную территорию в сельскохозяйственную, строительство дорог, отсутствие условий для занятости и привлечения рабочей силы, сбор лекарственных растений, отсутствие управления в использовании природных источников.